# Pensée opératoire
En psychanalyse, et pour Pierre Marty, qui en a posé les bases conceptuelles, la pensée opératoire est une modalité du fonctionnement mental qui repose sur l'absence de symbolisation (mentalisation) et qui peut se traduire par des symptômes psychosomatiques. Cette notion a été présentée en 1962 au Congrès des psychanalystes de langues romanes de Barcelone par Michel de M'Uzan et Pierre Marty de l'École de psychosomatique de Paris (IPSO), pour décrire une organisation psychique se manifestant aussi par un discours factuel, raisonnable, où tout travail du fantasme est exclu.
Les patients mobilisant une pensée opératoire ont des difficultés à mobiliser et exprimer leurs affects, à élaborer les conflits ou à les refouler. Ils se focalisent sur les symptômes de leurs corps, évoquent peu leurs sentiments. Le contact avec eux est neutre, on parle de « relation blanche » ; les patients ne trouvent pas de mots adaptés pour exprimer leurs émotions.
La pensée opératoire est donc un concept renvoyant à un ensemble de signes comme :
- L'incapacité à mettre les émotions en mots ;
- Un discours dépourvu d'émotions ;
- Des difficultés à associer événements vécus et émotions ;
- Un discours factuel, collé à la réalité ;
- Des difficultés de verbalisation et de communication ;
- Une relation blanche ;
- Des défauts de mentalisation ;
- Une pauvreté de la vie fantasmatique ;
- La priorité accordée à l'action ;
- "La "fluidité" psychique, le préconscient, l'inconscient refoulé sont peu opérants au point de mettre le corps en première ligne devant les secousses émotionnelles et affectives" (Pirlot, G. (2009). Psychanalyse des addictions. Paris : Armand Colin) ;